# Palaeoheteroptera
Palaeoheteroptera is een geslacht van wantsen uit de familie van de Naucoridae (Zwemwantsen). Het geslacht werd voor het eerst wetenschappelijk beschreven door Meunier in 1900.

## Soorten
Het genus bevat de volgende soorten:

- Palaeoheteroptera carinata Meunier, 1900
- Palaeoheteroptera lapidaria Handlirsch, 1908